# Amanda Carlin
Amanda Carlin (* vor 1980 in Queens, New York City) ist eine US-amerikanische Schauspielerin und Hörbuchsprecherin.

## Leben
Carlin ist die Tochter der Schauspieler Frances Sternhagen und Thomas A. Carlin. Zu ihren Theaterauftritten am Broadway zählen zwei 1980 von Stephen Porter inszenierte Produktionen am Circle in the Square Theatre. Dort spielte sie die Jenny Hill in George Bernard Shaws Major Barbara und die June Stanley in The Man Who Came to Dinner. Von 1986 bis 1987 war sie am Vivian Beaumont Theatre, unter der Regie von Jerry Zaks, in Ben Hechts und Charles MacArthurs The Front Page zu sehen. Abseits des Broadways verkörperte sie 1985 die Estelle in dem von Richard Russell Ramos inszenierten Stück The Waltz of the Toreadors von Jean Anouilh am Union Square Theatre und 1987 die Charlotte Ebbinger in Richard Greenbergs The Maderati am Playwrights Horizons unter der Regie von Michael Engler.
Als Fernsehschauspielerin trat sie in zahlreichen Serien auf, so etwa 1994 als Maquis-Widerstandskämpferin Kobb in der Doppelfolge Der Maquis der Science-Fiction-Serie Star Trek: Deep Space Nine und von 2001 bis 2002 als Dr. Long in der Sitcom Friends. Zu den Kinofilmen, in denen sie spielte, gehören Lianna (1983), Passion Fish (1992), Sinner (2007), Rushlights (2013) und A Kind of Magic (2015).
Sie ist ebenfalls als Hörbuchsprecherin tätig.

## Filmografie

### Filme
- 1983: Lianna
- 1991: Lucy & Desi – Blick hinter die Kulissen (Lucy & Desi: Before the Laughter, Fernsehfilm)
- 1992: Passion Fish
- 1996: Innocent Victims (Fernsehfilm)
- 1996: Die Adonis-Falle (If Looks Could Kill, Fernsehfilm)
- 1996: Der teuflische Liebhaber (Her Costly Affair, Fernsehfilm)
- 1997: Der Dummschwätzer (Liar Liar)
- 1999: Dr. Mumford (Mumford)
- 2001: Geraubte Kindheit (Just Ask My Children, Fernsehfilm)
- 2002: Blood Work
- 2006: Special
- 2007: Sinner
- 2007: A Stranger’s Heart (Fernsehfilm)
- 2008: Superhero Movie
- 2008: Sieben Leben (Seven Pounds)
- 2011: Like Crazy
- 2013: Rushlights
- 2015: A Kind of Magic

### Fernsehserien
- 1990: Überflieger (Wings, eine Folge)
- 1990: Law & Order (eine Folge)
- 1991: L.A. Law – Staranwälte, Tricks, Prozesse (L.A. Law, eine Folge)
- 1992: Cheers (eine Folge)
- 1994: Murphy Brown (eine Folge)
- 1994: The George Carlin Show (eine Folge)
- 1994: Star Trek: Deep Space Nine (2 Folgen)
- 1995: Die Nanny (The Nanny, eine Folge)
- 1996: Cybill (eine Folge)
- 1997: Boston College (eine Folge)
- 1997: Party of Five (eine Folge)
- 1997: Susan (Suddenly Susan, eine Folge)
- 1997: Ally McBeal (eine Folge)
- 1998: Die lieben Kollegen (Working, eine Folge)
- 1998: Emergency Room – Die Notaufnahme (ER, eine Folge)
- 1998: Carol läßt nicht locker (Alright Already, eine Folge)
- 1998: Chicago Hope – Endstation Hoffnung (Chicago Hope, eine Folge)
- 1998: Hinterm Mond gleich links (3rd Rock from the Sun, eine Folge)
- 1998: Buddy Faro (eine Folge)
- 1998: Rache nach Plan (Vengeance Unlimited, eine Folge)
- 2000: Carried by the Wind: Tsukikage Ran (13 Folgen, Stimme)
- 2000: New York Life – Endlich im Leben! (Time of Your Life, eine Folge)
- 2001: CSI: Vegas (CSI: Crime Scene Investigation, eine Folge)
- 2001: Lady Cops – Knallhart weiblich (The Division, eine Folge)
- 2001: Highway to Hell – 18 Räder aus Stahl (18 Wheels of Justice, eine Folge)
- 2001: Kate Brasher (eine Folge)
- 2001: Crossing Jordan – Pathologin mit Profil (Crossing Jordan, eine Folge)
- 2001: Kristin (eine Folge)
- 2001–2002: Friends (6 Folgen)
- 2002: Will & Grace (eine Folge)
- 2002: Practice – Die Anwälte (The Practice, eine Folge)
- 2003: King of the Hill (eine Folge, Stimme)
- 2003: Mister Sterling (eine Folge)
- 2003: The West Wing – Im Zentrum der Macht (The West Wing, eine Folge)
- 2003: Six Feet Under – Gestorben wird immer (Six Feet Under, eine Folge)
- 2003: Boston Public (eine Folge)
- 2003: Reich und Schön (The Bold And The Beautiful)
- 2004: Medical Investigation (eine Folge)
- 2004: Without a Trace – Spurlos verschwunden (Without a Trace, eine Folge)
- 2004: Für alle Fälle Amy (Judging Amy, eine Folge)
- 2005: One on One (eine Folge)
- 2005: New York Cops – NYPD Blue (NYPD Blue, eine Folge)
- 2005: Numbers – Die Logik des Verbrechens (NUMB3RS, 2 Folgen)
- 2005: The Closer (eine Folge)
- 2006: Jake in Progress (2 Folgen)
- 2006: Bones – Die Knochenjägerin (Bones, eine Folge)
- 2008: Lost (eine Folge)
- 2008: General Hospital: Night Shift (eine Folge)
- 2009: Hawthorne (HawthoRNe, 2 Folgen)
- 2011: Law & Order: LA (eine Folge)
- 2012: Happy Endings (eine Folge)
- 2013: The League (eine Folge)
- 2014: Mixology (eine Folge)
- 2014: Mistresses (eine Folge)
- 2014: Perception (eine Folge)
- 2016: Rizzoli & Isles (eine Folge)
- 2016: #Adulting (eine Folge)
- 2019: Grace & Frankie (eine Folge)
- 2019: The Rookie (eine Folge)
- 2019: Mom (eine Folge)